# Desde mi ventana
Desde mi ventana (Depuis ma fenêtre) est un film espagnol d'Adèle O'Longh sorti en octobre 2007. Entre mai 2002 et octobre 2003, la réalisatrice filme l'évolution de son quartier, par la fenêtre de son appartement, du jour où l'un de ses voisins menace de se jeter dans le vide s'il est délogé de force, jusqu'à celui où elle-même quitte Barcelone,,,.

## Synopsis
Desde mi ventana, entièrement tourné avec une caméra vidéo domestique,, tient à la fois du film essai et du documentaire.
Sous forme de courts tableaux, filmés depuis la même fenêtre de la rue San Rafael, au cœur du quartier chinois de Barcelone, le film nous donne à voir Bienvenido, en lutte contre son expulsion, Antonio, vieil homme mémoire du quartier, Maria, qui passe ses journées à la fenêtre de son appartement, les prostituées et leurs proxénètes, les passants, les enfants qui jouent avec des chariots, les clients d’un salon de coiffure, les bulldozers ouvrant les immeubles sur des cuisines et des salles de bains abandonnées, les jeunes sniffant de la colle, les rues et le terrain vague laissé par les immeubles détruits. Dans ces espaces marginaux, hors-la-loi, se produit une circulation secrète,,,. La réalisatrice suit les personnages en silence, laissant au spectateur le soin d’interpréter les images, parfois floues, qui s’offrent à ses yeux, de donner du sens aux gestes et aux trajectoires,. Le film, de par le média choisi, la caméra mini DV, et la manière de filmer expérimentale, met le spectateur dans une position de voyeur d’où parfois des ralentis, arrêts sur image, et autres temps de respiration, viennent le sortir pour l’inciter à s’interroger sur ce qu’il est en train de voir .

## Fiche technique
- Réalisation et scénario : Adèle O'Longh
- Distribution : La Magrana
- Montage: Adèle O'Longh
- Mixage et montage son : Adèle O'Longh
- Date de sortie : 14 février 2007
- Pays : France, Espagne
- Durée : 120 minutes